# Eljero Elia
Eljero George Rinaldo Elia (Leidschendam-Voorburg, 13. veljače 1987.) je bivši nizozemski nogometaš surinamskog porijekla koji je igrao na poziciji krilnog igrača, a tokom karijere nastupao je i za nizozemsku nogometnu reprezentaciju.

## Vanjske poveznice
- Profil na Transfermarktu
- Profil na Soccerwayu